# Тернопільська чудотворна ікона Божої Матері
Тернопільська чудотворна ікона Божої Матері Одигітрія (плачуча) — християнська святиня України. До Першої світової війни зберігалася в церкві Воздвиження Чесного Хреста в Тернополі, а в часи війни була перенесена до парафіяльної церкви Різдва Христового, де по сьогоднішній день виставляється для всенародного шанування.

## Історія

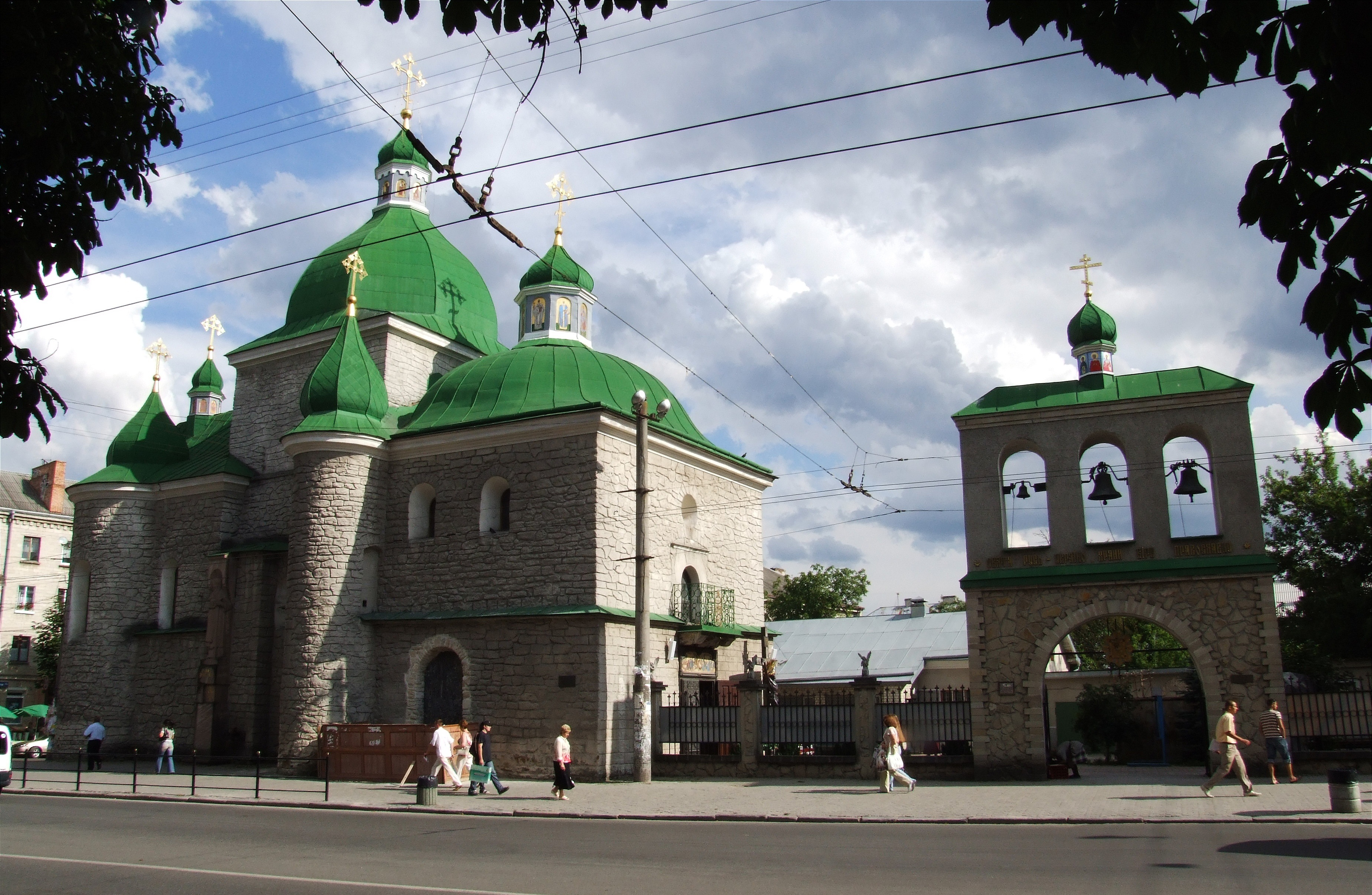
Церква Різдва Христового, де зберігається Тернопільська чудотворна ікона Божої Матері

У 1730 році під час Великого посту в домі тернопільського шевця Василя Маркевича заплакала ікона Пресвятої Богородиці. Зворушені чудом, Маркевичі звернулися до священика Хресто-Воздвиженської церкви, який повідомив про це Львівському єпископові та Київському митрополитові Атанасію Шептицькому. Правдивість чуда підтвердила комісія, призначена митрополитом. У спеціальному декреті вказувалося, що сльози на іконі Матері Божої не є природного походження. Декретом від 15 липня 1730 року митрополит Атанасій Шептицький проголосив ікону чудотворною і встановив її святкування двічі на рік: на свято Покладення Ризи Пресвятої Богородиці (15 липня) і на празник Покрови Пресвятої Богородиці (14 жовтня). Ікону з урочистою процесією перенесли до церкви Воздвиження Чесного Хреста і тут Богородиця продовжувала плакати. Опіку над реліквією взяв цілий шевський цех. Пізніші декрети: єпископа Львівського Льва Шептицького від 1777 року та Львівського єпископа-помічника Григорія Яхимовича від 1844 року підтверджували декрет митрополита Атанасія.
У Хресто-Воздвиженській церкві над ставом ікона зберігалася аж до Першої світової війни, в роки військової розрухи її для безпеки перенесли з тодішньої околиці до центру — в парафіяльну церкву Різдва Христового. Після війни священик цієї церкви отець Володимир Громницький, повернувшись із російського полону, в знак подяки, прикрасив ікону Богородиці срібною ризою. Тернополяни вважають, що в роки Другої світової війни саме Тернопільська чудотворна ікона врятувала від руйнувань старовинну церкву Різдва Христового, в котрій зберігалася, адже у квітні 1944 року після тривалих боїв за Тернопіль усі навколишні будівлі вулиці перетворилися в суцільні руїни.
У серпні 2007 року невідомі злочинці пограбували вночі Тернопільську церкву Різдва Христового УАПЦ та викрали золоту і срібну ризи чудотворної ікони Божої Матері Тернопільської.

## Опис
Поясний образ Богородиці з малим Ісусом на руках. Ікона від 1920-х років — у срібному окладі (ризах), постаті — короновані.

## Чуда
За посередництвом ікони діються чудесні зцілення, чому підтвердження — численні дари вдячності: вилиті зі срібла символи оздоровлення душі й тіла (мініатюрні серця, руки, ноги тощо).

## Пісня

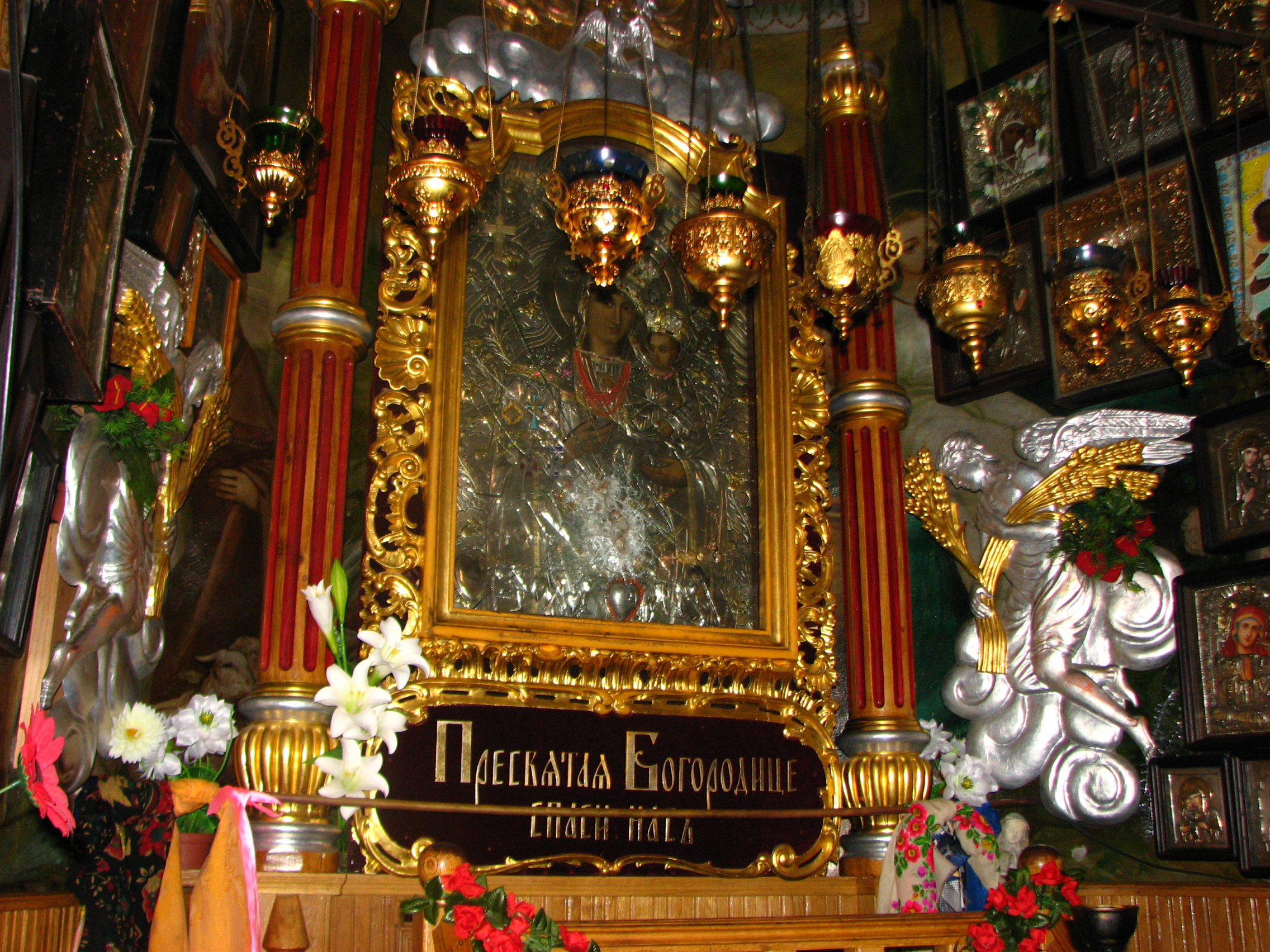
Тернопільська чудотворна ікона Божої Матері у церкві Різдва Христового

Про Тернопільську чудотворну ікону Пресвятої Богородиці існує давня пісня староукраїнською мовою, опублікована у Почаївському «Богогласнику» в 1790 році під назвою «Піснь Пресвятій Діві Богородиці Чудотворной в Граді Тернополі».